# Tullus Hostiliusz
Tullus Hostiliusz, Tulus Hostilius – legendarny, trzeci władca Rzymu w latach 673 p.n.e. – 642 p.n.e., następca Numy Pompiliusza.
Tullus Hostiliusz był wnukiem Hostusa Hostiliusza, który zginął w czasie inwazji Sabinów na Rzym. Był zwolennikiem polityki ekspansjonistycznej, pokonał króla albańskiego Mettiusa, zdobył miasto Alba Longa oraz pokonał Sabinów. Wybudował miejsce posiedzeń senatu (kuria Hostiliusza) i włączył do miasta wzgórze Celius, które według Liwiusza wybrał za siedzibę królewską. Po wygranej wojnie z Sabinami miasto nawiedziła zaraza, o którą obwiniano króla i jego niespokojne rządy. Liwiusz twierdzi, że aby przebłagać bogów Tulliusz uczestniczył w tajemnym kulcie Jowisza. Niestaranność obrzędu rozgniewała jednak boga i król spłonął w pożarze własnego domu, który zapalił się od uderzenia pioruna.
Następcą Tullusa był Ankus Marcjusz.